# Riedenburg (Gemeinde Horn)

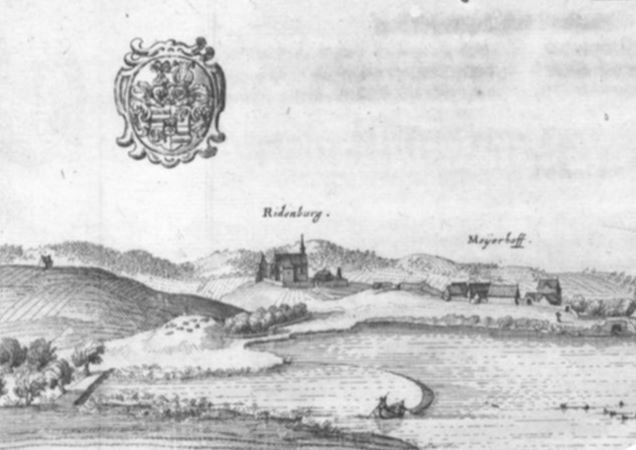
Riedenburg auf der Karte von Matthäus Merian aus dem Jahre 1679

Riedenburg ist eine Wüstung im Gemeindegebiet von Horn und liegt rund einen Kilometer südöstlich vom Stadtzentrum.

## Historische Angaben zum Ort
Im Topographischen Landschematismus von 1795, der für die Grundbuchsuche von 1740 bis 1850 verwendet wurde, ist dieser Ort noch enthalten:
| Ortschaft:         | Riedenburg OMB nächst Horn |
| Stadt, Markt, Ort: | ein Dörfel                 |
| Häuser:            | 5                          |
| Poststation:       | Horn                       |
| Landgericht:       | Horn                       |
| Ortsobrigkeit:     | Stift Altenburg            |
| Grundherrschaft:   | Stift Altenburg            |

Im offiziellen Ortsverzeichnis von 1855 ist dieser Ort (nach dem Aufbau der Gemeindestruktur 1850/51) nicht mehr enthalten.

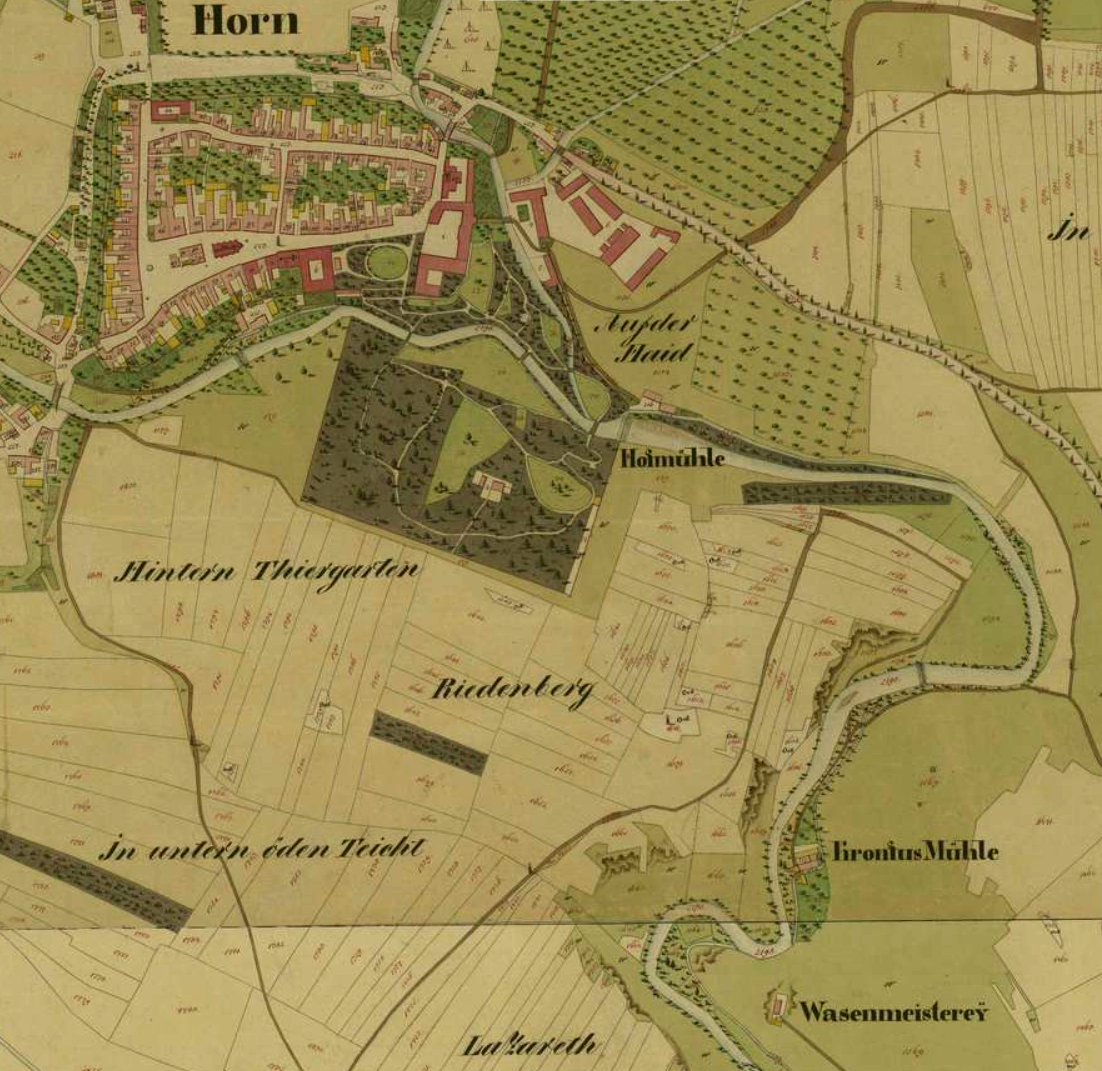
Riedenberg auf der Karte des Franziszeischen Katasters

## Geschichte
Die älteste Nennung von Riedenburg liegt in der Gründungsurkunde des Stifts Altenburg vom 25. Juli 1144 gemeinsam mit der ersten Nennung der Pfarre Horn vor. Der Name Rietenburg (Riedenburg) leitet sich von dem Personennamen Rieto ab, nach dem die Burg den Namen bekommen hat. 1209 wird ein „Kunradus de Rietenburc“ und 1232 ein „Heinrich von Rietenburch“ urkundlich erwähnt. Der Kirchenhistoriker Alois Plesser nimmt den Bestand der Burg nur bis in das 13. Jahrhundert an, nach anderen Berichten wird sie bis in das 15. Jahrhundert urkundlich genannt.
Im Zehentverzeichnis des Passauer Kloster St. Nikolei von ca. 1318–1320 wurde Riedenburg als Pfarrmittelpunkt genannt, die Siedlung hat aber nur aus der Kirche und Nebengebäuden bestanden.
Während sich in der Pfarre Horn seit den sechziger Jahren des 16. Jahrhunderts immer stärker der evangelische Glaube durchsetzte und Horn schließlich eines der Zentren des Protestantismus im Lande bildete, konnte der Protestantismus in der Pfarre Riedenburg kaum Fuß fassen.
Bei Riedenburg sind 1594 keine Pfarrkinder mehr aufgeführt; das ist ein Zeichen dafür, dass der Ort schon verödet war und nur mehr aus der Pfarrkirche und den Nebengebäuden bestand.
Im Jahre 1694 wurde die Pfarre Riedenburg mit der Pfarre Horn vereinigt, nachdem 1689 das Stift Altenburg die Pfarre übernommen hatte. Seit 1694 war der Stadtpfarrer von Horn zugleich der Pfarrer von Riedenburg, und für die Betreuung der Pfarre Riedenburg wurde ihm ein zweiter Kooperator zugewiesen. In der Kirche Riedenburg wurden weiterhin ein Gottesdienst gehalten und die Sakramente gespendet, auch die Matriken wurden weitergeführt.
Am 7. Oktober 1783 hatte Kooperator Adalbert Jäger die letzte Eintragung im Totenbuch vorgenommen, der Schlusssatz lautet: „Anno 1783 hat Riedenburg aufgehört eine Pfarre zu sein.“ Über das Ende der Pfarre Riedenburg schrieb Plesser: „1783 wurde die Pfarre aufgehoben und dafür eine neue Pfarre in Maria Dreieichen errichtet.“ Für die Pfarre Riedenburg sind zwei Taufbücher, zwei Trauungsbücher und zwei Sterbebücher aus dem Zeitraum 1667–1784 erhalten.
Ein Verzeichnis von 1783 beinhaltet acht Benefizien, die jährlich nicht sehr hohen Erträge wurden zum Teil auf den Pfarrvikar, die Kirche und den Mesner aufgeteilt. In der Rubrik „damit verknüpfte Schuldigkeit“ ist die Anzahl der jährlich zu lesenden Seelenmessen eingesetzt, meist eine oder zwei Messen.
Die gut besuchte Wallfahrtskirche Maria Dreieichen – am Höhepunkt der barocken Frömmigkeit 1751/1752 pilgerten rund 50.000 Wallfahrer aus Niederösterreich, Böhmen und Ungarn nach Maria Dreieichen – unterstand der Pfarre Riedenburg. Sie wurde aber ab 1740 von einem eigenen Priester betreut. Nach Aufhebung der Pfarre Riedenburg gemäß der Pfarrordnung Josefs II. erhob man Maria Dreieichen zur Pfarre mit den Orten Mold (früher Riedenburg-Horn) sowie Mörtersdorf und Zaingrub, die vorher zur Pfarre Gars gehört hatten. Darum musste 1786 die Niklaskapelle in Riedenburg entwidmet werden, worauf die Gründe verkauft und das Grundbuch am 18. Februar 1789 dem Stift Altenburg überlassen wurde. Kirche, Pfarrhof und Mesnerhaus verschwanden fast spurlos. Der Archivar des Stiftes Altenburg, Pater Gregor Schweighofer, erklärt es so: „Das Stift Altenburg arbeitete nach dem Bau der großen Wallfahrtskirche in Dreieichen zielbewusst darauf hin, die Einpfarrung der Orte Mold und Mörtersdorf nach Dreieichen zu erreichen.“ Der Abt sagte es noch deutlicher: „Die Pfarre Riedenburg wurde für Maria Dreieichen geopfert.“

## Quelle
- Erich Rabl: Riedenburg – einst Burg und Pfarre nahe Horn. (ONB Signatur 1,316.610-B).